# 4706 Деннісройтер
4706 Деннісройтер (4706 Dennisreuter) — астероїд головного поясу, відкритий 16 лютого 1988 року.
Тіссеранів параметр щодо Юпітера — 3,581.